# Mordet i Locus Peccatorum
Mordet i Locus Peccatorum ägde rum den 7 september 1829 i Lund, då studenten Jacob Wilhelm Blomdahl slog ihjäl studiekamraten Andreas Emanuel Landén. Blomdahl dömdes till döden av universitetet och avrättades den 16 april 1830.

## Bakgrund

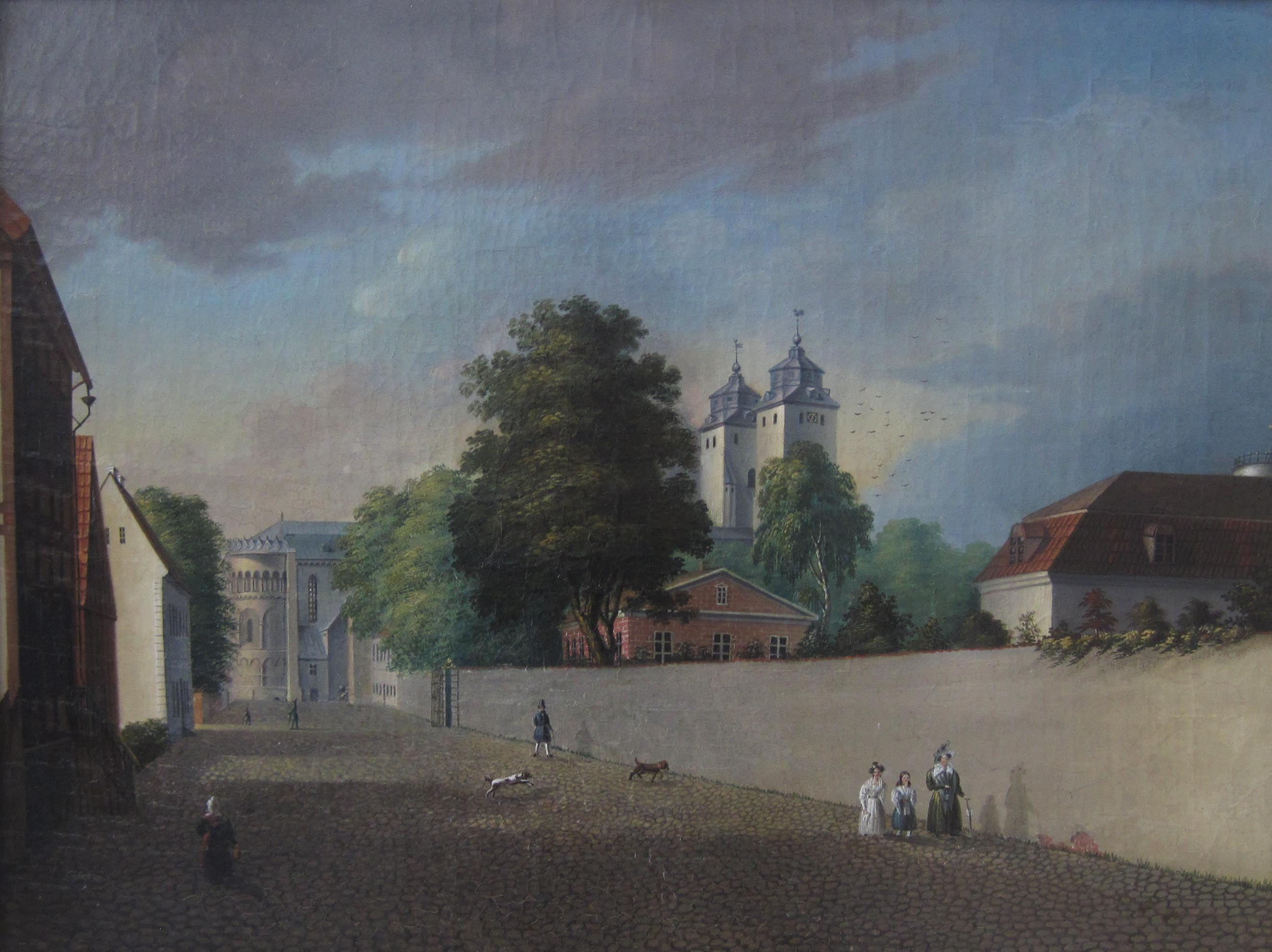
Lundavy från 1830-talet; Sandgatan med Lundagårdsmuren, Kungshuset och Domkyrkan.

År 1829 var Lund en förhållandevis liten stad, med ungefär 4 200 invånare. Stadens universitet hade cirka 160 år på nacken och två år senare, år 1831, fanns där 423 studenter. Dessa var organiserade i nationer, vilka stod under uppsikt av en inspektor, vars uppgift var att upprätthålla studenternas uppförande, som en sorts ställföreträdande förälder (in loco parentis). Mer handfast upprätthölls ordningen bland studenterna av akademivakten tillsammans med stadsvakten. En stor del av studenterna var bosatta i så kallade "studentkaserner" - hus där ett antal rum, ofta möblerade, låg grupperade kring en gemensam korridor och hyrdes ut ett och ett - medan andra studenter hyrde in sig hos allmänheten.
Genomsnittsstudenten hade under det tidiga 1800-talet ett relativt torftigt liv. Utöver boendesituationen så tvingades de som inte hade råd att äta på stadens värdshus – det vill säga merparten av studenterna – hålla till godo med "hämtmat" från kvinnor i staden, mat som enligt samtida uppgifter höll mycket låg kvalitet. Utöver detta var det mycket supande och bråk. Slagsmål mellan gesäller och studenter var vanligt, men även mer allvarliga incidenter. Det finns beskrivet att studenterna trakasserade fattiga och förstörde deras hem, kastade svavelsyra i ögonen på äldre kvinnor, vrålade och skrek på gatorna, och liknande. Nattvakten var emellertid överseende, och kom disciplinärenden inför universitetsledningen blev påföljden oftast en förmaning eller relegation på kortare eller längre tid.

## De inblandade

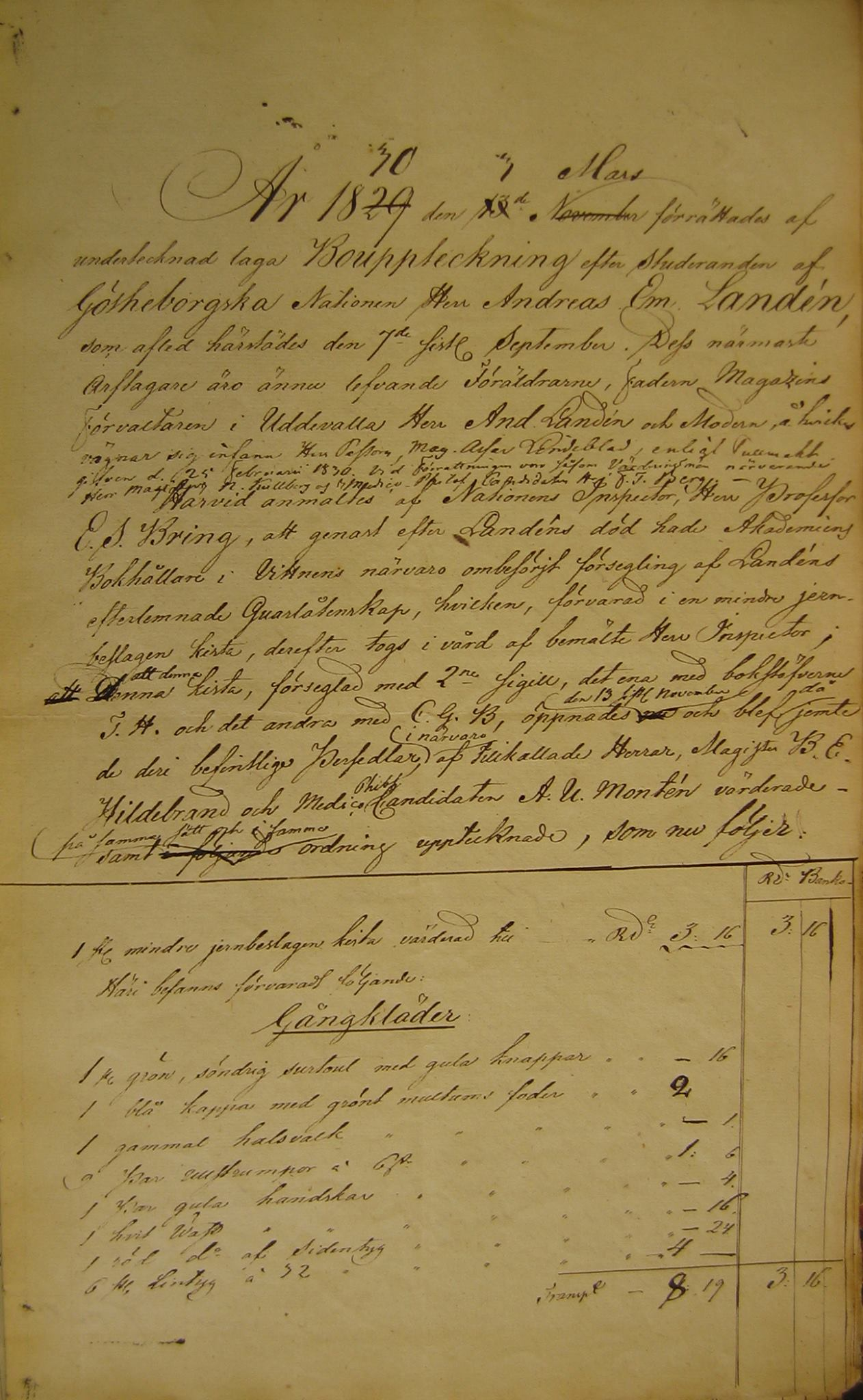
Första sidan i Andreas Emanuel Landéns bouppteckning.

Mördaren, Jacob Wilhelm Blomdahl, föddes den 12 januari 1804 i Starrkärr i Västergötland, som son till prosten Johan Ulric Blomdahl. Efter studier vid Göteborgs gymnasium begav han sig till Lunds universitet för att studera teologi och skrevs in i Norrlands nation den 4 oktober 1825, men redan den 31 oktober bytte han till Göteborgs nation. Jacob Wilhelms studieperiod var inte problemfri. Han led stundtals av psykiska problem och hade tvingats avbryta sina studier mellan 1826 och 1827 på grund av "nervfeber". Han återvände dock till Lund på vårterminen 1828 för att fortsätta sina studier, och bosatte sig sommaren 1829 i en studentkasern på hörnet av Sankt Annegatan och Adelgatan, ägd av vicepastor G C Hernander. Studierna gick emellertid dåligt, och han hade vid tiden för mordet beslutat sig att, med faderns välsignelse, lämna Lund och ta värvning vid Wendes artilleriregemente i Kristianstad, dit han planerade att resa den 9 september 1829.
Den mördade, Andreas (ibland Anders) Emanuel Landén, föddes den 7 augusti 1807 i Morlanda i Bohuslän. Han var son till kronomagasinförvaltaren Anders Landén och Christina Catharina Insulander, och beskrivs som "en vacker, reslig karl". Efter studier vid Uddevalla lägre lärdomsskola kom han till Lund där han skrevs in på Göteborgs nation den 8 oktober 1825, något som gjorde att hans notis i nationsmatrikeln hamnade precis innan Jacob Wilhelm Blomdahls. Precis som Blomdahl studerade även Landén teologi. Landéns bouppteckning, som förvaras på Lunds universitetsarkiv, har gett "en unik frusen ögonblicksbild av vad som kunde ingå i en troligen rätt ordinär students bohag i det tidiga 1800-talets Lund", och visar att Landén inte levde särskilt rikt. Med undantag för ett par gula handskar och en röd väst av sidentyg äge Landéns ett par utslitna vita linnebyxor, en trasig grön syrtut, och illa åtgångna underkläder och halsdukar. Utöver detta  ägde han en gammal spegel, en klädborste, rak- och skrivdon samt "en gammal kakburk". Hans flöjt av ebenholts var pantsatt, och trots att han var student ägde han endast ett fåtal böcker. Att han ägnade sig åt idrott indikeras av att dödsboet även inkluderade sporrar och ett par skridskor. Dödsboet hade skulder på 102 riksdaler – varav de flesta till olika former av tjänstefolk – och tillgångar på 38 riksdaler.

## Mordet

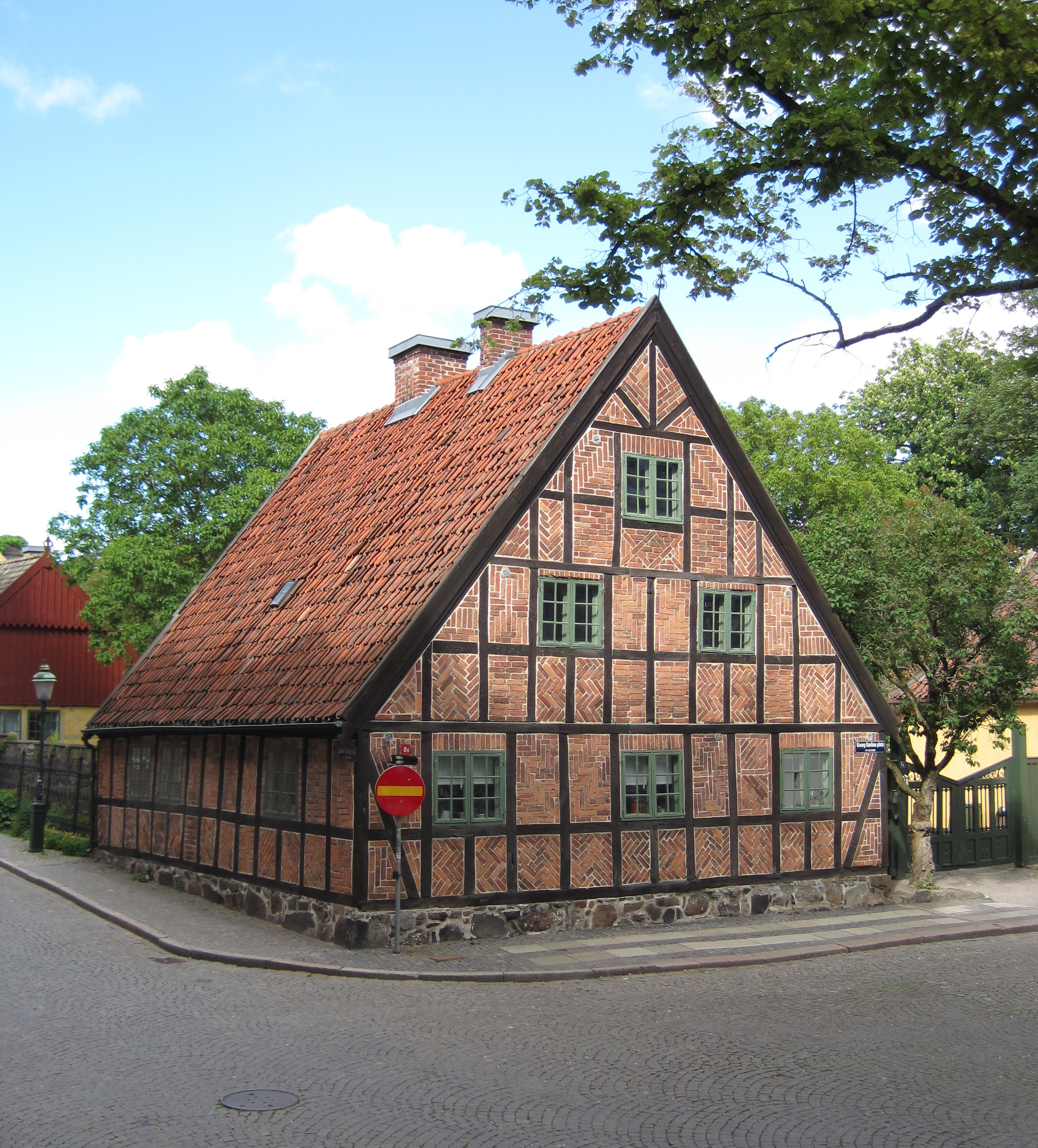
Studentkasernen där mordet ägde rum.

Den 7 september 1829 besökte Landén nationskamraten Blomdahl i dennes bostad, och de två kom i bråk. Orsaken till bråket är oklar, men den utlösande faktorn kan ha varit en skuld på två riksdaler, som Blomdahl försökte få återbetald med våld. När bråket gick över till handgemäng ska Blomdahl ha fått tag på ett gallerjärn, och Landén beväpnade sig på samma sätt. Det slutade med att Blomdahl träffade Landén i huvudet med sitt tillhygge. Stadsfogden och studentnationsgenealogen Carl Sjöström menar emellertid att detta händelseförlopp skulle vara påhittat av Blomdahl, för att ge det hela "ett romantiskt skimmer". Enligt Sjöströms hypotes skulle Blomdahl istället ha mördat Landén i sömnen när denne sov över hos honom. Enligt Sjöström fanns det inga skador på Blomdahl och han ska ha varit avklädd. Sjöström menar att mordet skedde på grund av svartsjuka då Blomdahl och Landén skulle ha varit rivaler om samma kvinna. Oavsett vad fortsatte Blomdahl att misshandla den medvetslöse Landén till döds med gallerjärnet, sparkar och slag.
Efter att Landén avlidit gömde Blomdahl liket i sin garderob, och försökte torka bort blodet så gott det gick. När detta var nödtorftigt avklarat gömde han åter liket, denna gång i studentkasernens avträde, och gick ut för att äta kvällsmat. Klockan två på natten plockade Blomdahl ut liket ur avträdet, klädde av kroppen det mesta av kläderna så att den inte skulle kunna identifieras och försökte släpa det utanför staden. Han orkade dock inte längre än en bit in på Adelgatan, där han släppte liket utanför rector magnificus Anders Otto Lindfors hus och återvände hem.

## Upptäckt och begravning
Liket upptäcktes av nattvakten strax före klockan fem på morgonen, den 8 september. Landéns kropp var då fullständigt söndertrasad; enligt obduktionsrapporten av bataljonsläkare Arvid Sture Bruzelius, var huvudskålens vänstra sida fullständigt krossad, läpparna hade spräckts och flera tänder slagits ut. Bröstet hade flera sår från ett spetsigt föremål, och buken hade utsatts för sparkar och slag så att levern brustit. Minst trettiofem sår och andra skador fanns på vänsterarmens baksida; "till synes wittne desse om at den aflidne sökt skydda hufwudet mot slagen", som Bruzelius beskrev det. På grund av den kraftiga misshandeln kunde kroppen endast identifieras genom att en tvätterska kände igen Landéns skjorta. Ett blodspår gick dock från platsen där liket påträffades till den närbelägna studentkasernen, där en nerblodad Blomdahl upptäcktes i ett lika nerblodat rum, där sedermera Landéns nyckel och plånbok också återfanns. Blomdahl sattes omedelbart i häkte.

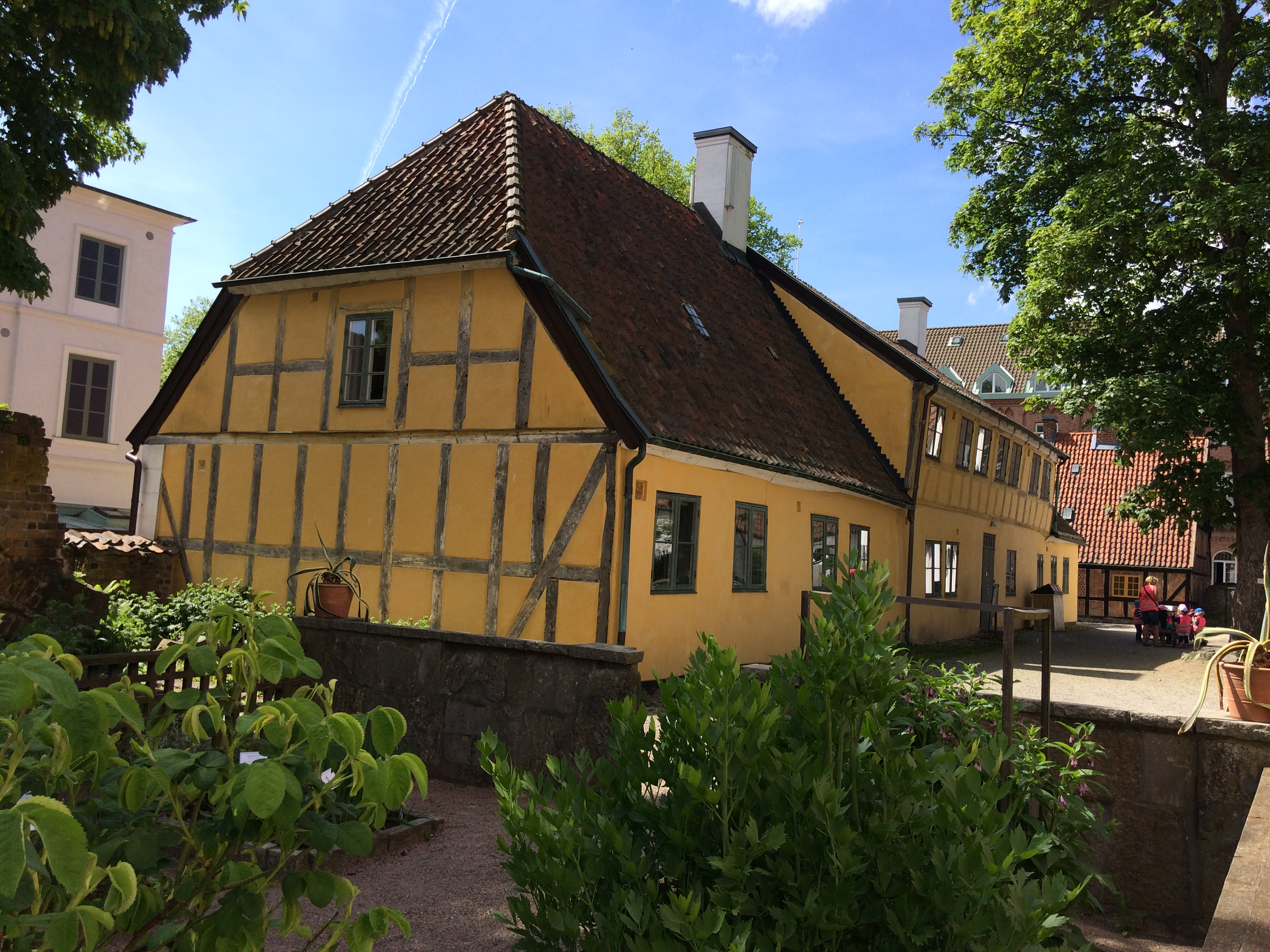
Lindforska huset, utanför vilket liket återfanns. Studentkasernen skymtar i bakgrunden.

Andreas Emanuel Landén begravdes den 11 september 1829 på Norra kyrkogården, åtföljd av "en talrik samling lärare och kamrater". Vid jordfästningen föredrog Assar Lindeblad dikten "Wid Studeranden Anders E Landéns Graf", av vars sex strofer den första citeras nedan:
| ”                 | Se solen vandrar fram: än är jag livets gäst men kanske drömde jag i morgonrodnans flamma min sista ungdomsdröm, och får ej stamma ett ömt farväl till dem mitt hjärta fäst. Kanske i kvällens stund mordängeln till mig tågar. Ack! är det vänskap eller hat som lågar hos människan mest? | „ |
| – Assar Lindeblad | |   |

## Rättegång och avrättning

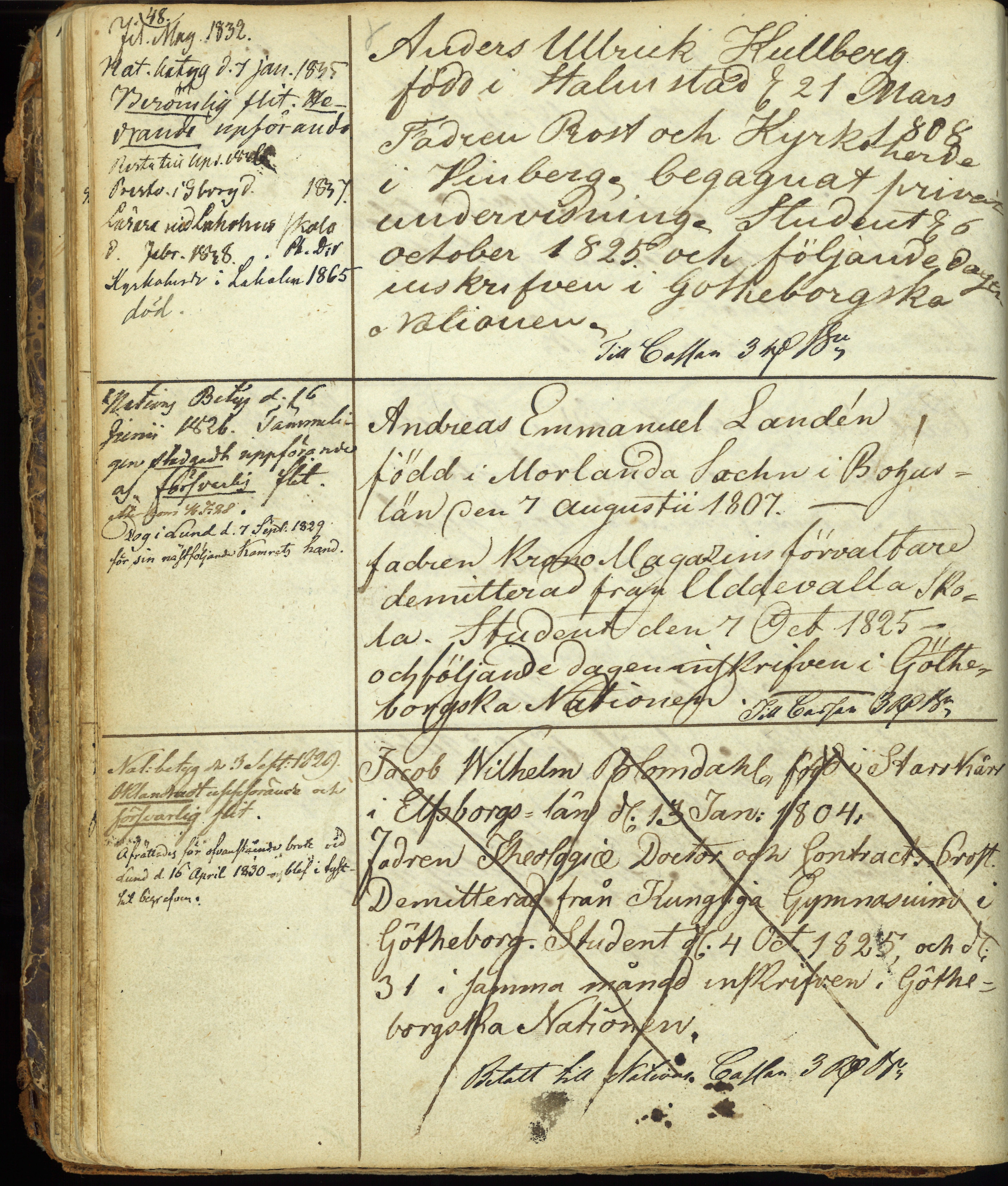
Landéns och Blomdahls notiser i Göteborgs nations matrikel, med Blomdahls notis överstruken.

Vid tiden lydde samtliga vid universitetet knutna personer fortfarande under den akademiska jurisdiktionen, varför Lunds universitet rannsakade och dömde i brottmål. I detta fall var det universitetets större konsistorium uppgift att döma i saken. Efter att inledningsvis ha nekat erkände Blomdahl mordet, och domen avkunnades den 29 september. Professor Jacob Sönnerberg yrkade på att konsistoriet skulle ta Blomdahls psykiska sinnestillstånd i beaktande vid domslutet och endast döma mördaren till livstids fängelse, men resten av större konsistoriet, med rector magnificus i spetsen, valde att följa lagens bokstav och döma Blomdahl till döden genom halshuggning.
Större konsistoriets dom bekräftades av både hovrätten och högsta domstolen, och Blomdahls och faderns nådeansökningar till Karl XIV Johan gick ohörda. Universitetet försökte få domen verkställd i Malmö, där Blomdahl satt häktad i väntan på avrättning, för att undvika "ett ofördelaktigt inflytande på den studerande ungdomens ömtåliga känsla, och även för oss själva medföra svåra och sorgliga plikter" – en begäran som dock avslogs.
Att genomföra en avrättning i Lund var däremot inte lätt. Staden hade visserligen en avrättningsplats på Norra Fäladen, men varken universitetet eller staden hade en skarprättare. Lunds universitet var dessutom enligt lag tvunget att anordna spetsgård runt avrättningsplatsen, vilket innebar att män med käppar skulle bilda två ringar runt den dödsdömde, men till detta hade akademien inte tillräckligt med folk. Problemen löstes dels genom att länsskarprättaren inkallades, dels genom att Lunds universitet tog stadens borgare till hjälp, och en kungörelse upplästes i domkyrkan om att en person från varje husnummer skulle bidra till spetsgården.
Den 16 april 1830 avrättades Jacob Wilhelm Blomdahl genom halshuggning på stadens avrättningsplats. Enligt domen skulle hans kropp grävas ner på avrättningsplatsen, men detta mildrades till att han fick begravas i utkanten av Norra kyrkogården på en plats vigd åt bland andra självmördare. Hans namn ströks ur Göteborgs nations matrikel.

## Konsekvenser och eftermäle

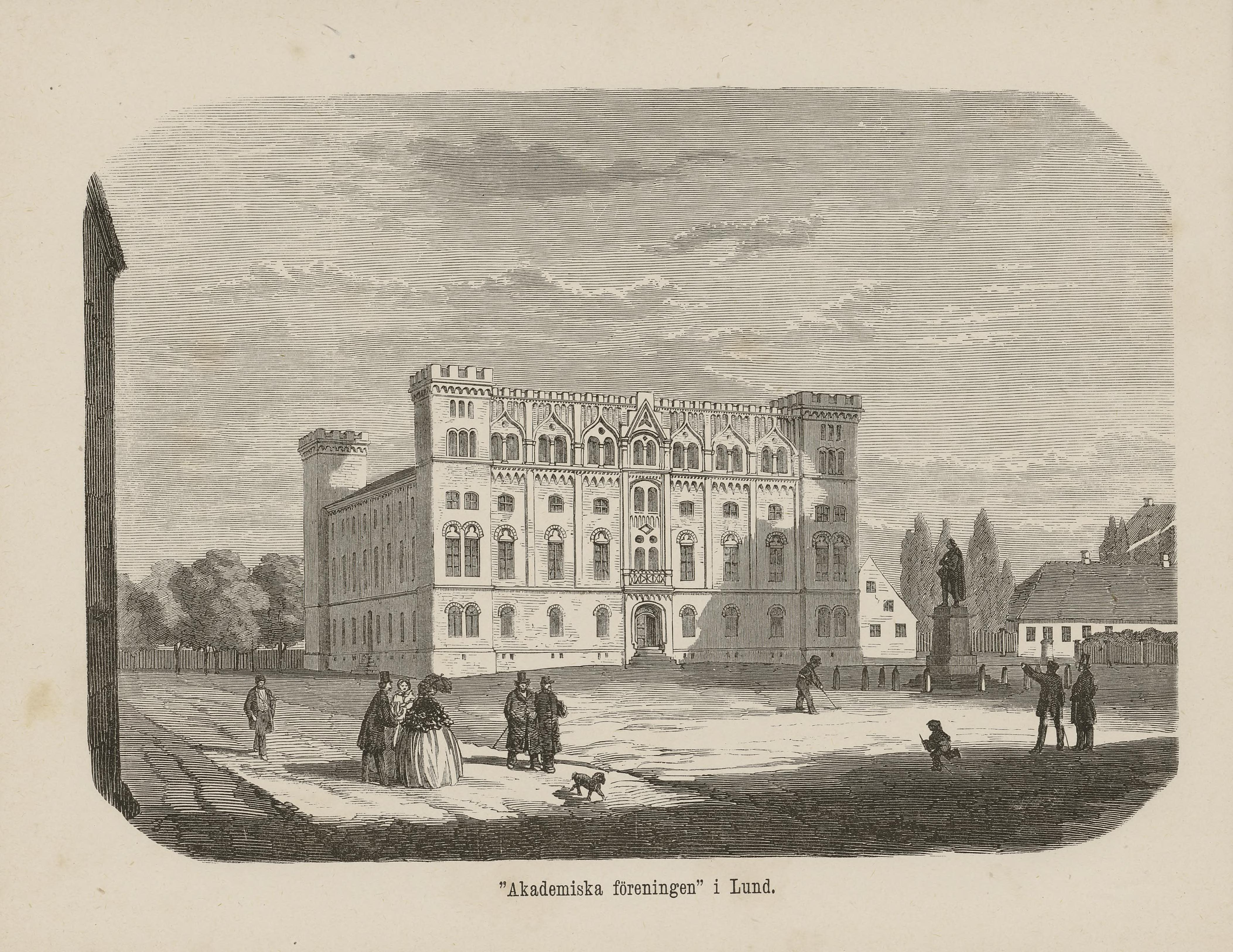
Akademiska Föreningen bildades 1830 som en reaktion på mordet.

Mordet, och det faktum att Lunds universitet avrättat en av sina egna studenter, satte nytt fokus på studenternas liv och leverne. Förutom att det visade på den akademiska jurisdiktionens brister – ingen av Blomdahls domare hade varit jurister – stod det också klart för en krets yngre universitetslärare att systemet med inspektorer inte var tillräckligt för att garantera att den akademiska ungdomen höll sig till goda seder och bruk. Inspirerade av Studenterforeningen i Köpenhamn bestämde sig dessa yngre lärare med Carl Adolph Agardh i spetsen för att bilda den Akademiska föreningen, ett sällskap där studenter kunde umgås under städade och intellektuella former.
Studentkasernen på hörnet av S:t Annegatan och Adelgatan fortsatte att fungera som studentbostäder under större delen av artonhundratalet och 1898 kom den i Kulturens ägo. Mordet ledde till att studenthumorn gav huset namnet "Locus Peccatorum", det vill säga "syndernas hus".